# St. Philomena (Stolzenhofen)

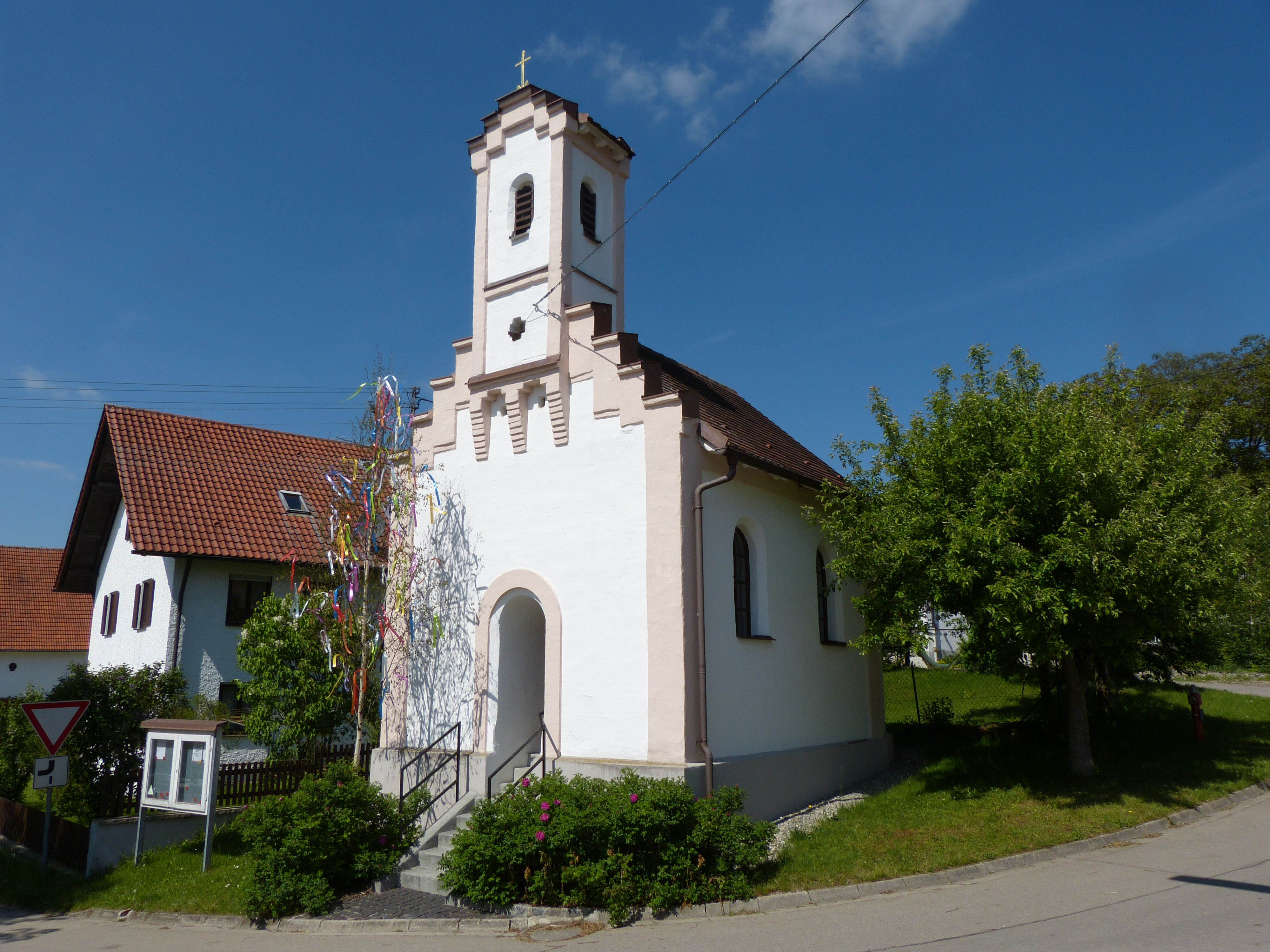
St. Philomena in Stolzenhofen

Die römisch-katholische Kapelle St. Philomena in Stolzenhofen, einem Ortsteil der Gemeinde Kirchhaslach im Landkreis Unterallgäu, Bayern, wurde vermutlich im 18. Jahrhundert errichtet. Die äußere Gliederung der denkmalgeschützten Kapelle stammt von der Renovierung von 1899. Weitere Renovierungen fanden 1980 und 2007 statt.

## Baubeschreibung

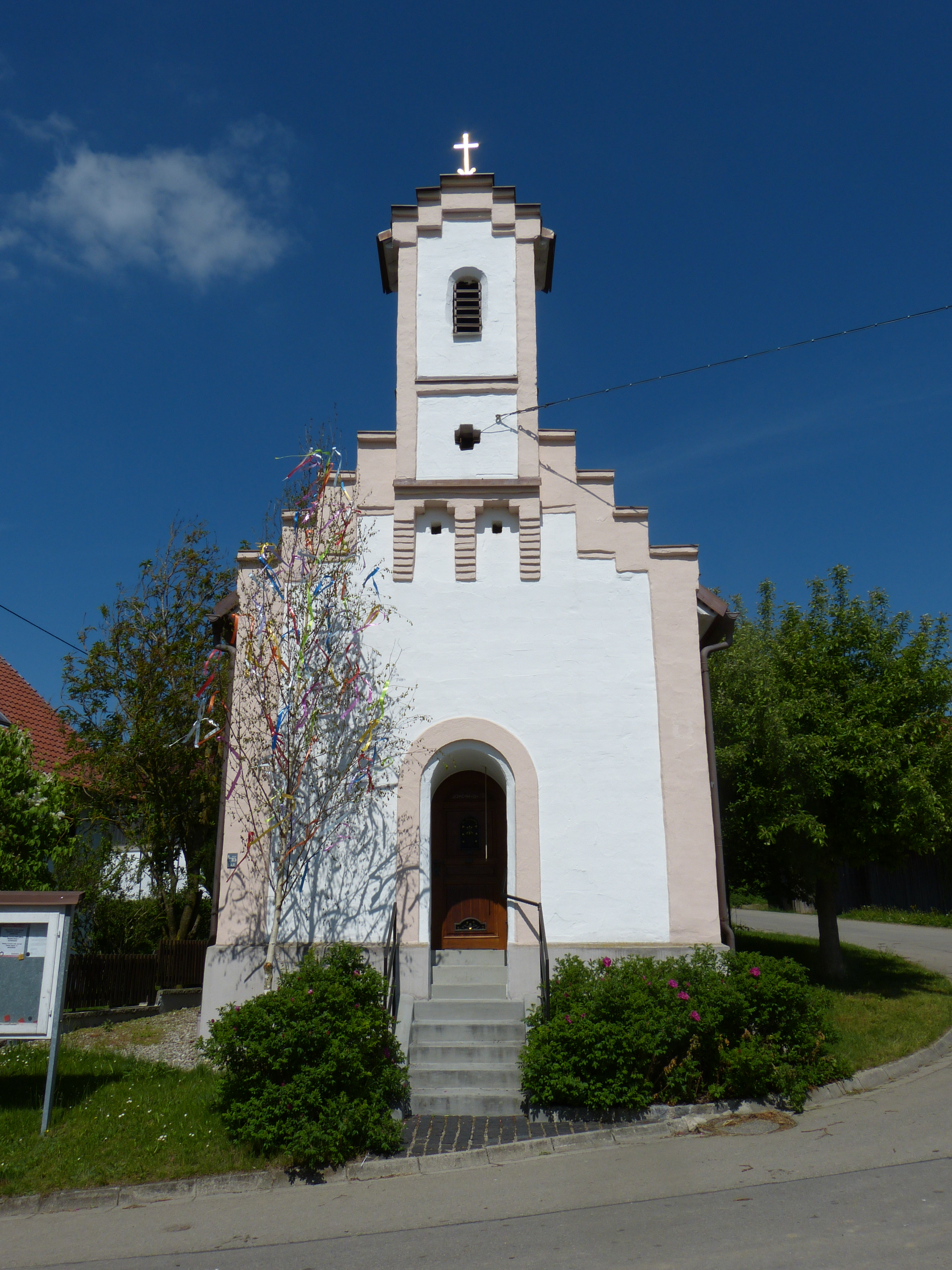
Westfassade der Kapelle

Inmitten des Ortes erhebt sich die Kapelle auf einer kleinen Anhöhe. Sie besteht aus einem Saal mit Flachdecke und halbrundem Schluss. Rundbogige Fenster befinden sich, jeweils zwei an jeder Seite, im Langhaus, sowie jeweils eines seitlich in der Apsis. An der Außenfassade im Scheitel der Apsis ist ein Blendfenster vorhanden. Das vorkragende Dach sitzt auf schrägen Balkenköpfen. Die Fenster und die Zugangstür an der Westseite sind gefasst. Über der Türe befindet sich eine Archivolte. Lisenen sind an den Ecken und am Ansatz der Apsis zu sehen. Um die Kapelle verläuft ein bandartiger Sockel und unterhalb des Daches an der Traufe ein Fries. Am gestaffelten Westgiebel ist der auf drei abgetreppten Konsolen vorkragende Dachreiter errichtet. Dieser besitzt Ecklisenen und gefasste Rundbogenöffnungen. Gedeckt ist er mit einem Quersatteldach und besitzt, wie schon der Westgiebel an sich, einen abgestuften Giebel.

## Innenausstattung
Der aus Holz gefertigte und gefasste Altar stammt von 1899. In der Stichbogennische des Altars sind drei Figuren aufgestellt, in der Mitte die heilige Philomena umgeben von Maria und Josef. Das gefasste Kruzifix an der Südwand stammt aus dem 16. oder 17. Jahrhundert, die Figur des heiligen Sebastian an der gegenüberliegenden Nordwand aus dem späten 17. Jahrhundert. Das Vortragekruzifix wurde gegen oder um 1800 geschaffen. Der Holzschnitt an der Nordwand stellt den Salvator mit Maria und den zwölf Aposteln dar. Es mit Im Jahre 1850 hie her gestift bezeichnet.